# Артисты сгоревшего театра
Артисты сгоревшего театра (Les Artistes du Théâtre Brûlé) — франко-камбоджийская документальная драма 2005 года известного режиссёра Ритхи Паня, который здесь выступил также и в качестве соавтора сценария. Будучи сплавом фактов и авторского вымысла и основанный на реальной жизни актёров, фильм описывает труппу актёров и танцоров, которые репетируют в сгоревшем остове бывшего национального театра Сурамарит в Пномпене.
Артисты сгоревшего театра дебютировали на Каннском фестивале 2005 года вне конкурсной программы, а также фильм был показан на нескольких других фестивалях.

## Сюжет
В то время как большая часть культурного наследия Камбоджи была с корнем уничтожена вместе со смертью многих артистов при режиме Красных кхмеров, главный театр страны Сурамарит уцелел во время длительной гражданской войны, и иногда даже использовался коммунистическим режимом для приёма официальных визитов и пропагандистских зрелищ. По иронии судьбы, театр сгорел во время ремонта в 1994 году и с тех пор так и не был восстановлен.
В этом зрительном зале без крыши труппа танцоров репетирует каждый день, а актёры пытаются поставить спектакль на кхмерском языке по пьесе Сирано де Бержерака на поросшей травой сцене.
Вокруг театра строится и развивается камбоджийская столица Пномпень. Рядом с театром построили казино и новый отель, стук сваебойной установки создает контрапункт к действию в театре (ср. стук топора в «Вишнёвом саде» А. П. Чехова).
Журналистка Бопха Чхеанг берёт интервью у актёра Тхан Нан Дэна, играющего Сирано. Он и другие актёры вспоминают с грустью большие постановки прошлого и жалуются на трудности, которые они переживают в обществе, которое, кажется, забыло об их существовании.
Некоторые актёры получают маленькое пособие от правительства, 10—15 долларов в месяц, и подрабатывают, снимаясь в караоке и выступая в ночных клубах.
«Скоро люди забудут, что такое театр, — говорит один из актеров. — Все будут смотреть фильмы о призраках или петь одни и те же песни, как попугаи».
Журналистка также берёт интервью у Пенг Пхан (она играла в фильмах Ритхи Паня Вечер после войны и Рисовые люди), которую мучает чувство вины, за то, что осталась в живых, и которую одолевает психосоматическое расстройство.
Вопросы репортёра периодически прерываются сценами людей, роющихся на свалке. В другой раз нам показывают сцену, как труппа театра добывает еду, не выходя из театра, — они ловят летучих мышей из-под крыши и поджаривают крылатых млекопитающих на воке.

## В ролях
- Бопха Чхеанг
- Тхан Нан Дэн
- Пенг Пхан

и другие.